# TMEM190
TMEM190 (англ. Transmembrane protein 190) – білок, який кодується однойменним геном, розташованим у людей на довгому плечі 19-ї хромосоми. Довжина поліпептидного ланцюга білка становить 177 амінокислот, а молекулярна маса — 19 457.
| 10         |  | 20         |  | 30         |  | 40         |  | 50         |
| ---------- |  | ---------- |  | ---------- |  | ---------- |  | ---------- |
| MLGCGIPALG |  | LLLLLQGSAD |  | GNGIQGFFYP |  | WSCEGDIWDR |  | ESCGGQAAID |
| SPNLCLRLRC |  | CYRNGVCYHQ |  | RPDENVRRKH |  | MWALVWTCSG |  | LLLLSCSICL |
| FWWAKRRDVL |  | HMPGFLAGPC |  | DMSKSVSLLS |  | KHRGTKKTPS |  | TGSVPVALSK |
| ESRDVEGGTE |  | GEGTEEGEET |  | EGEEEED    |  |            |  |            |

A: Аланін

C: Цистеїн

D: Аспарагінова кислота

E: Глутамінова кислота

F: Фенілаланін

G: Гліцин

H: Гістидин

I: Ізолейцин

K: Лізин

L: Лейцин

M: Метіонін

N: Аспарагін

P: Пролін

Q: Глутамін

R: Аргінін

S: Серин

T: Треонін

V: Валін

W: Триптофан

Локалізований у мембрані.